# 1991년 5월
| 1991년: 1월 · 2월 · 3월 · 4월 · 5월 · 6월 · 7월 · 8월 · 9월 · 10월 · 11월 · 12월 |

| <          | 1991년 5월 | 1991년 5월  | 1991년 5월  | 1991년 5월 | 1991년 5월 | >          |
| 일         | 월         | 화          | 수          | 목         | 금         | 토         |
|            |            |             | 1 3.17 신미 | 2 18 임신  | 3 19 계유  | 4 20 갑술  |
| 5 21 을해  | 6 22 병자  | 7 23 정축   | 8 24 무인   | 9 25 기묘  | 10 26 경진 | 11 27 신사 |
| 12 28 임오 | 13 29 계미 | 14 4.1 갑신 | 15 2 을유   | 16 3 병술  | 17 4 정해  | 18 5 무자  |
| 19 6 기축  | 20 7 경인  | 21 8 신묘   | 22 9 임진   | 23 10 계사 | 24 11 갑오 | 25 12 을미 |
| 26 13 병신 | 27 14 정유 | 28 15 무술  | 29 16 기해  | 30 17 경자 | 31 18 신축 |            |

| - 5월 21일 - 라지브 간디 편집하기 |

## 1991년5월 21일
- 인도의 전 수상 라지브 간디가 자폭 테러에 의해 사망했다.